# Hazlov
Hazlov (německy Haslau) je obec v okrese Cheb, v kraji Karlovarském. Žije zde přibližně 1 500 obyvatel. 
Hazlov se nachází zhruba 10 kilometrů jihovýchodně od Aše a dvanáct kilometrů severozápadně od Chebu. 

## Přírodní poměry
Obec leží v Hazlovskéá pahorkatina, v údolí Hazlovského potoka, v nadmořské výšce 550 metrů.
Na území obce je:
- přírodní rezervace Ztracený rybník
- přírodní památka Goethova skalka
- přírodní památka U cihelny, naleziště egeranu

## Historie
První písemná zmínka o vesnici pochází z roku 1224, kdy se v historických pramenech objevuje Bedřich z Hazlova, který pravděpodobně založil místní hrad. Páni z Hazlova vlastnili obec až do roku 1401, kdy ji od nich odkoupil Mikuláš Jur z Chebu. Dalšími majiteli Hazlova byli od roku 1450 Landwüstové, později loupeživý Jan Maléřík, od roku 1579 Kocovští, dále Dětřichovci a na krátkou dobu také Nosticové. Poté získali obec i hrad Moserové, kteří jako dobří páni pomohli Hazlovu z krize a rozšířili hrad, který nakonec přestavěli v zámek. Posledním šlechtickým rodem obývající zámek byli až do roku 1945 Hemfeldové.
Do konce 18. století byl Hazlov převážně zemědělskou obcí. Na počátku 19. století se v Hazlově, stejně jako na celém Ašsku začal rozvíjet průmysl, převážně textilní. V roce 1822 byla otevřena první přádelna, která byla poháněna vodním kolem. Následovaly textilní firmy Bareuther a Weigandt. Největší továrna vznikla přímo v centru obce, a patřila průmyslníkovi Göldnerovi. Tato firma existovala až do roku 2008 (s novými majiteli), kdy byla uzavřena.
Již v roce 1553 zde byl v sousedství dnešního zámku založen pivovar s nejstarší tradicí na Ašsku. Ten již zanikl, ale jeho budova dodnes slouží jako pivnice.

### Moderní historie
V roce 2011 vznikla v Hazlově nevšední situace, kdy měla od dubna obec dva starosty. Po volbách v roce 2010 byla většina občanů nespokojena s tím, jak bylo sestaveno zastupitelstvo obce. Opozice poté krajskému úřadu předala rezignaci zvoleného starosty Josefa Čapka. Ten ji však zpochybňoval a tvrdil, že ji nepodepsal. Karlovarský úřad však mezitím Čapkovo pověření zrušil a opozice jmenovala starostkou Lenku Dvořákovou. Čapek odmítal post starosty opustit a chtěl celou věc řešit soudně. 1. června 2011 Ministerstvo vnitra rozhodlo, že starostou je stále Miroslav Všetečka, který byl starostou obce před volbami. Ministerstvo považovalo rezignaci Čapka za platnou, a navíc zpochybnilo i mandát Dvořákové. Dne 28. června 2011 byla na jednání opozičních zastupitelů zvolena za starostku Lenka Dvořáková, přičemž podle ministerstva již proběhlo vše v pořádku.
V letech 1938 až 1945 byl Hazlov v důsledku uzavření Mnichovské dohody přičleněn k nacistickému Německu.

## Obyvatelstvo
Při sčítání lidu v roce 1921 zde žilo 2 301 obyvatel, z toho bylo osm Čechoslováků, 2 214 obyvatel bylo německé národnosti, dva byli Židé a 77 bylo cizozemců. K římskokatolické církvi se hlásilo 2 162 obyvatel, 118 k evangelické, dva k církvi československé, sedm k izraelské, dva k jiné církvi a deset bylo bez vyznání.
| Rok            | 1869  | 1880  | 1890  | 1900  | 1910  | 1921  | 1930  | 1950  | 1961  | 1970  | 1980  | 1991  | 2001  | 2011  |
| -------------- | ----- | ----- | ----- | ----- | ----- | ----- | ----- | ----- | ----- | ----- | ----- | ----- | ----- | ----- |
| Počet obyvatel | 2 238 | 2 257 | 2 156 | 2 288 | 2 785 | 2 301 | 2 867 | 1 054 | 1 173 | 1 168 | 1 205 | 1 217 | 1 358 | 1 295 |
| Počet domů     | 206   | 211   | 226   | 235   | 268   | 281   | 354   | 366   | 257   | 223   | 223   | 229   | 240   | 282   |

## Části obce
- Hazlov (k. ú. Hazlov a Otov u Hazlova)
- Lipná (k. ú. Lipná u Hazlova)
- Polná (k. ú. Polná u Hazlova)
- Skalka (k. ú. Skalka u Hazlova)
- Vlastislav (k. ú. Táborská)
- Výhledy (k. ú. Výhledy)

## Společnost
- Základní škola a mateřská škola
- Hazlovské centrum sportu a volného času
- Víceúčelové hřiště
- Golf Resort

## Pamětihodnosti
- zřícenina hazlovského zámku
- zámecký kostel Povýšení svatého Kříže
- hřbitovní kostel svatého Jiří z roku 1686
- evangelický kostel z roku 1907
- socha Jana Nepomuckého, která dříve stávala na náměstí; dnes je umístěna v uzavřeném prostoru zámku
- krucifix
- smírčí kříž
- tzv. Chebský kříž
- velká a malá výklenková kaplička
- památník obětem první světové války na vrchu Kalvárie
- památník gymnasty Dr. Antona Freye v blízkosti nádraží
- památník obětem druhé světové války před obecním úřadem